# Nước công nghiệp mới

Các nước công nghiệp mới theo IMF tính đến năm 2020

Nước công nghiệp mới (Newly Industrialized Country - NIC) là những quốc gia đã cơ bản hoàn thành quá trình công nghiệp hóa, trên thế giới hiện nay, nhóm này đứng trên các nước đang phát triển nhưng xếp sau các nước phát triển.
Đây là các quốc gia chưa đạt được trình độ tiến bộ kinh tế xã hội cao như các nước thuộc thế giới thứ nhất nhưng có sự phát triển vượt trội so với các nước đang phát triển thuộc thế giới thứ ba. Một đặc điểm của các nước công nghiệp mới (NIC) là có tốc độ tăng trưởng cao (thường là hướng về xuất khẩu). Quá trình công nghiệp hóa nhanh chóng là một chỉ số quan trọng để trở thành một nước công nghiệp mới. Ở nhiều quốc gia thuộc NIC, đảo lộn xã hội có thể xảy ra đặc biệt là ở khu vực nông thôn như dân cư nông nghiệp di cư ra các thành thị kiếm việc làm, nơi sự đi lên của lĩnh vực chế tạo cần rất nhiều lao động.
Các NIC thường mang đặc điểm chung là:
- Quyền dân sự và tự do xã hội được cải thiện
- Kinh tế chuyển đổi từ nông nghiệp sang công nghiệp, đặc biệt là lĩnh vực chế tạo
- Nền kinh tế thị trường ngày càng mở, cho phép tự do thương mại với các nước trên toàn thế giới
- Các tập đoàn quốc gia lớn bành trướng hoạt động ra toàn cầu
- Hấp thu luồng đầu tư tư bản dồi dào từ nước ngoài
- Lãnh đạo chính trị mang lại ảnh hưởng lớn đến sự thúc đẩy kinh tế.

Các nước công nghiệp mới thường nhận được hỗ trợ của các tổ chức quốc tế như WTO, v.v. Tuy vậy, bởi những lợi ích thu được từ quá trình toàn cầu hóa, nhiều người theo chủ nghĩa bảo hộ (và có thể cả những người ủng hộ thương mại bình đẳng) phản đối hàng hóa nhập khẩu từ các nước công nghiệp mới, đặc biệt là từ Trung Quốc.